# Utacapnia sierra
Utacapnia sierra is een steenvlieg uit de familie Capniidae. De wetenschappelijke naam van de soort is voor het eerst geldig gepubliceerd in 1965 door Nebeker & Gaufin.